# Harthofia
Harthofia è un genere di crostacei estinti, appartenenti ai decapodi. Visse nel Giurassico superiore (circa 155 - 150 milioni di anni fa) e i suoi resti fossili sono stati ritrovati in Germania.